# Смолница
Смолница (болг. Смолница) — село в Болгарии. Находится в Добричской области, входит в общину Добричка. Население составляет 415 человек.

## Политическая ситуация
В местном кметстве Смолница, в состав которого входит Смолница, должность кмета (старосты) исполняет Марин Петков Иванов (Болгарская социалистическая партия (БСП)) по результатам выборов правления кметства.
Кмет (мэр) общины Добричка — Петко Йорданов Петков (Болгарская социалистическая партия (БСП)) по результатам выборов в правление общины.